# Dracaena cambodiana
Dracaena cambodiana är en sparrisväxtart som beskrevs av Jean Baptiste Louis Pierre och François Gagnepain. Dracaena cambodiana ingår i släktet dracenor, och familjen sparrisväxter. Inga underarter finns listade i Catalogue of Life.

## Bildgalleri

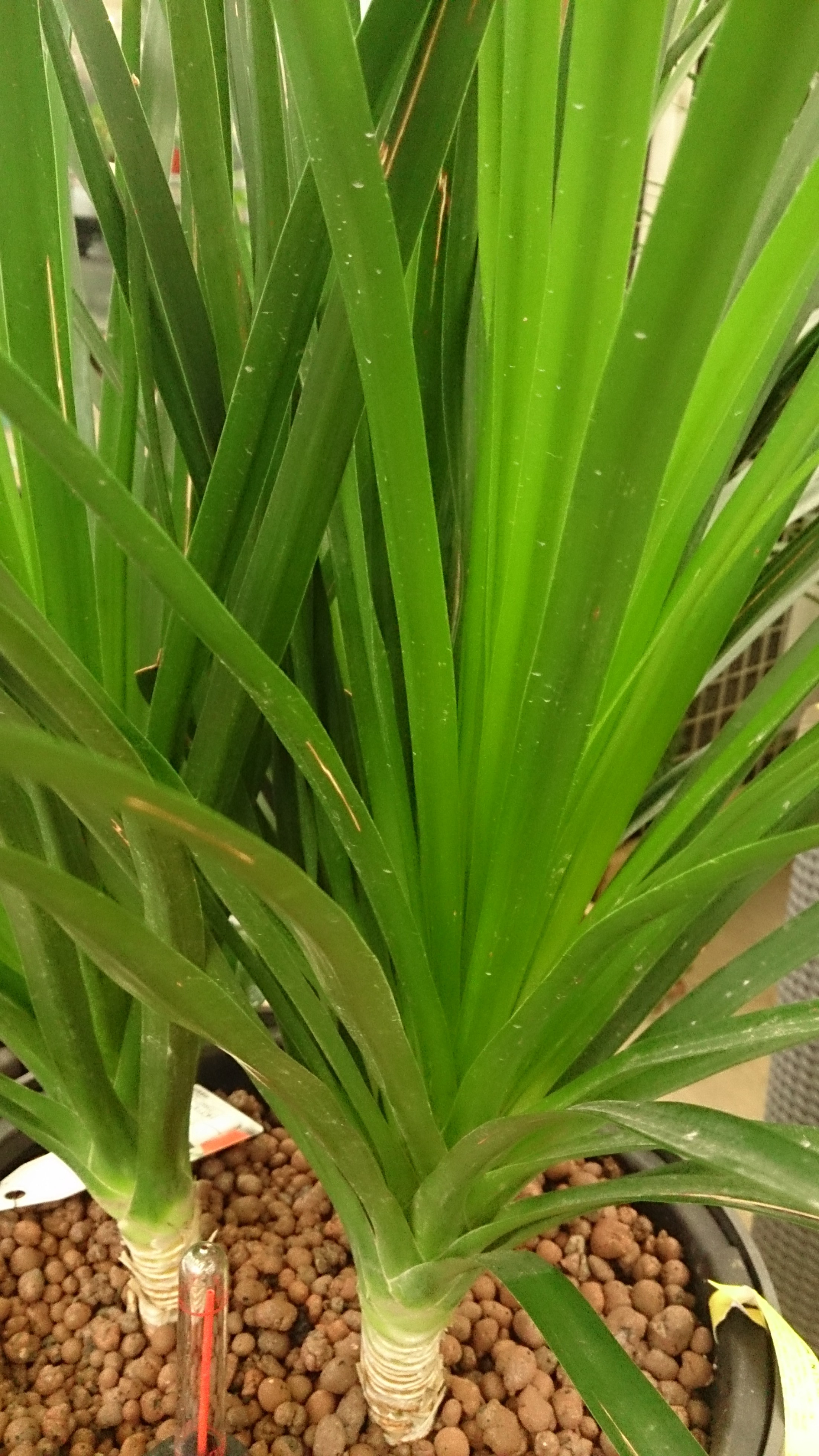
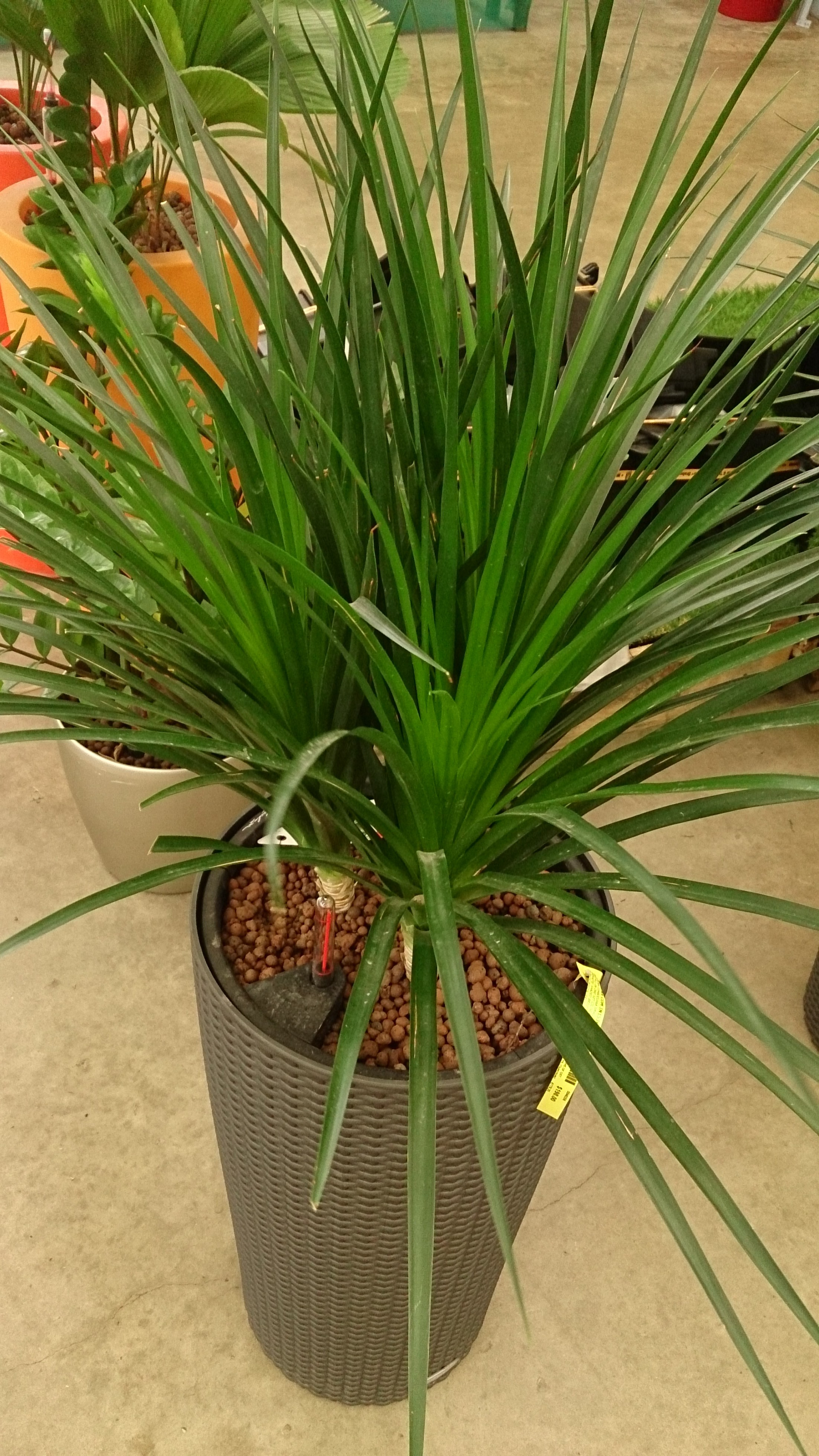